# Auriglobus amabilis
Auriglobus amabilis är en fiskart som först beskrevs av Roberts 1982.  Auriglobus amabilis ingår i släktet Auriglobus och familjen blåsfiskar. Inga underarter finns listade.